# 榆树屯站
榆树屯站是位于黑龙江省齐齐哈尔市昂昂溪区榆树屯镇的一个铁路车站，有平齐铁路经过该站。车站及其上下行区间均已电气化，距离四平站549公里。车站隶属哈尔滨铁路局，是三等站，货运办理着整车、零散货物、集装箱运输，担当货车解体、编组、取送等作业。
榆树屯站建于1928年，当时设有5条股道、2座站台，满洲国时期站线增加至12条。1971年10月车站重建站房，新站房面积1291平方米:165。